# Локални избори у Србији 1914.
Општински избори су одржани 19. јануара 1914.
Од укупно 1499 места у општинама у старим границама Краљевине Србије, Радикали су освојили 857, Самосталци 336, Народњаци  146, Напредњаци 89, Социјалдемократи 15, неутралних је било 26, у 6 општина су биле празне кутије, а у 24 општине се морало ићи на нове изборе.